# 피아트 멀티플라
피아트 멀티플라(Fiat Multipla)는 이탈리아의 자동차 메이커 피아트가 생산, 판매했던 스테이션 왜건 형태의 소형 MPV이다.

## 1세대

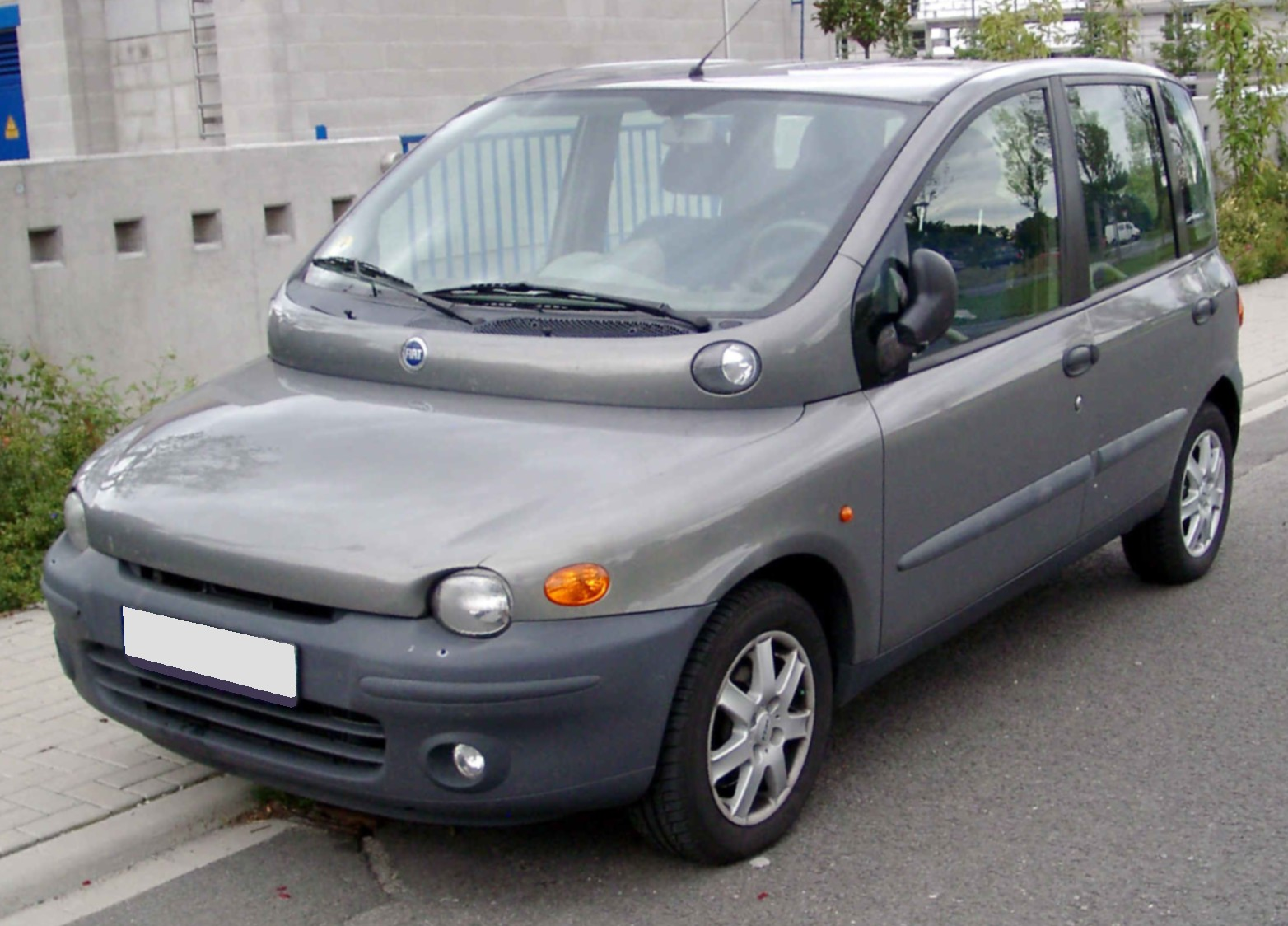
피아트 멀티플라 (전기형) 정측면

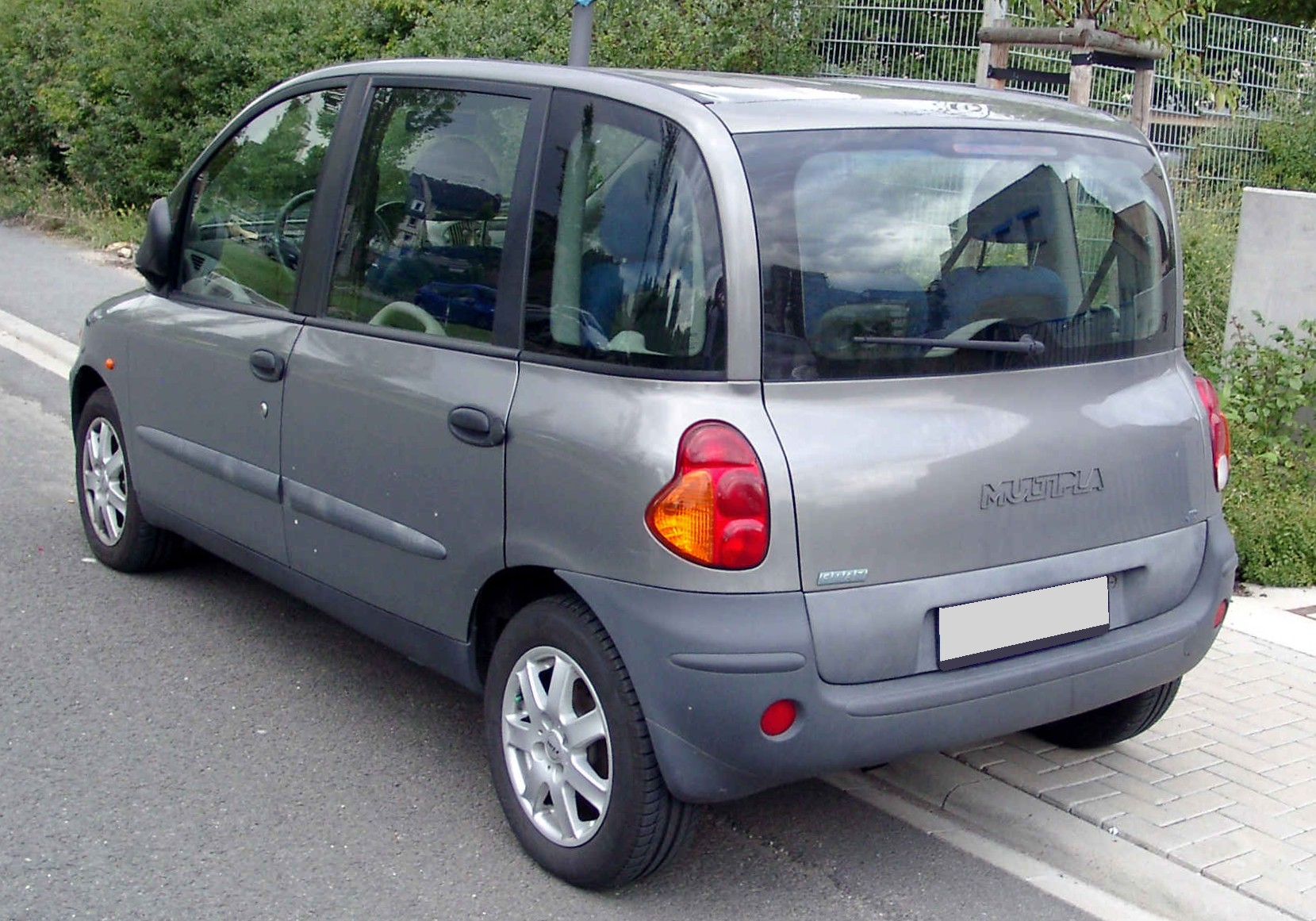
피아트 멀티플라 (전기형) 후측면

예전에 판매되었던 600 멀티플라를 '멀티플라'만 따와서 차명을 부활시켰는데, 브라바를 기반으로 만들어졌다. 6명을 편안하게 태울 수 있는 차량으로 개발됨에 따라, 전장을 제한하는 대신 전폭과 전고를 넓게 잡았다. 따라서 1열과 2열에 3개의 시트를 설치한 3+3 레이아웃이 적용되었다. 또한 뒷좌석은 다양한 형태로 재배치하거나 탈거하는게 가능했으며, 평바닥이 제공되는 트렁크 공간도 430리터~1900리터를 기록했다. 엔진은 1.6L 가솔린 외에도 1.9 JTD 또는 멀티젯 디젤, 심지어 1.6 LPG와 CNG 엔진도 선택할 수 있었다. 변속기는 수동 5단이 제공되었다. 영국 사양 기준으로는 휘발유나 디젤 엔진 중 하나를 고를 수 있는 SX와 에어컨과 전동 썬루프 2개, 알로이휠, 뒷좌석 파워 윈도우, 밝은 색상의 인테리어 등이 적용되는 ELX의 2개 라인업이 제공되었다. 이탈리아 토리노의 밀라피오리 공장에서 생산되었으며, CNG 버전은 밀라노의 아레제 공장에서 맡았다. 하지만 어쩡쩡하고 못생긴 디자인 때문에 큰 인기를 얻지 못했으며, 탑 기어 역시 1999년에 "가장 못생긴 차"로 꼽았다. 결국 2004년 7월에 큰 폭의 페이스 리프트를 거치면서 못생겼던 디자인이 다소 차분해졌고, 트림명도 다이나믹(Dynamic)과 다이나믹 패밀리(Dynamic Family)로 바꾸었다. 2010년에 단종되었고, 후속 차종은 2012년에 500L의 롱바디 사양인 500L 리빙으로 대체되었다. 중국에서는 2008년 12월과 2010년 사이에 중타이 자동차가 페이스 리프트 버전을 창산에서 조립 생산하기 시작했으며, 중국에서도 '멀티플라'라는 이름을 사용했다. 2010년 10월부터는 생산비를 줄이기 위해 자체 생산 부품의 비중을 늘렸고, 이름도 "Multiplan Langyue"로 바꾸었다.

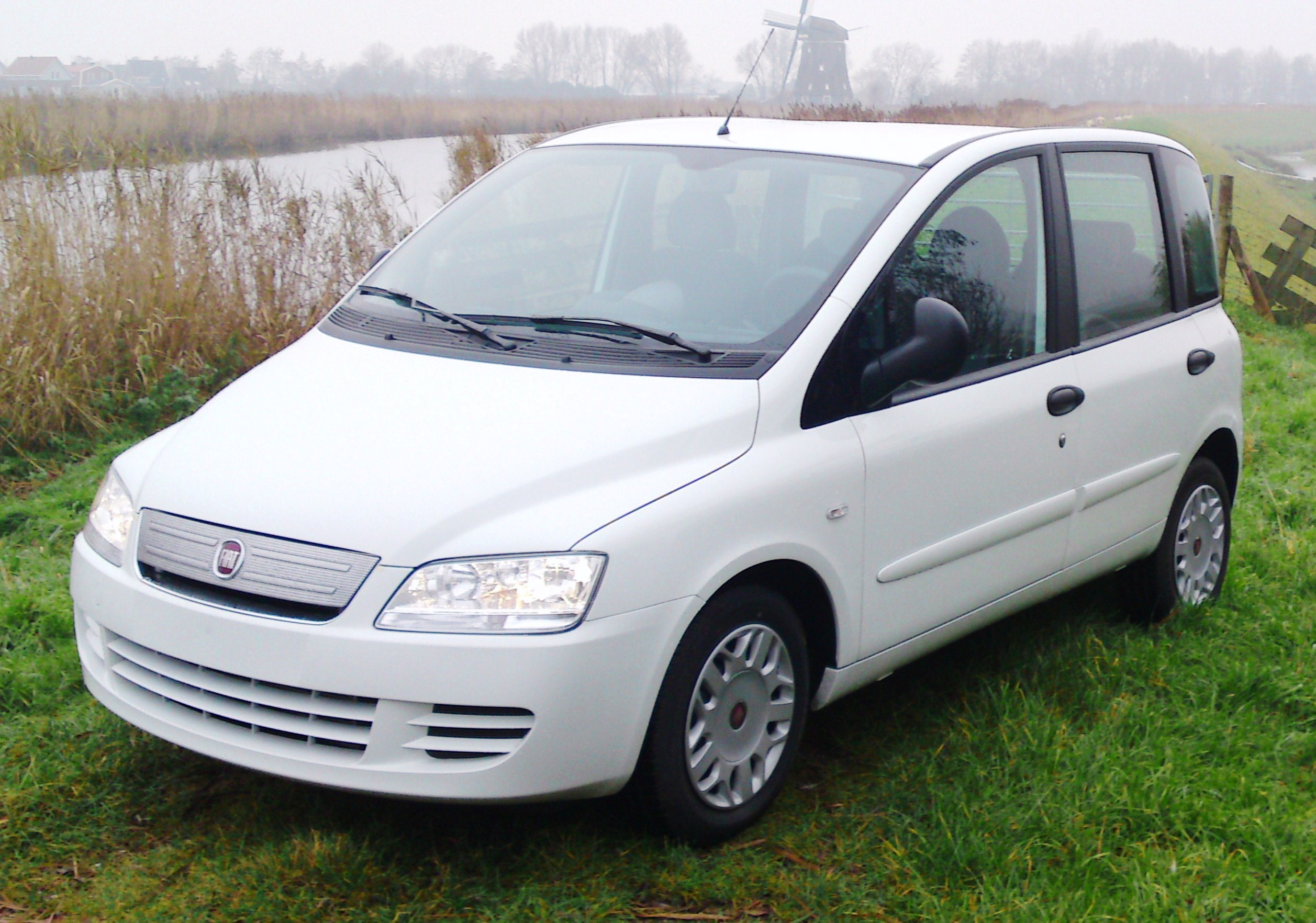
피아트 멀티플라 (후기형) 정측면
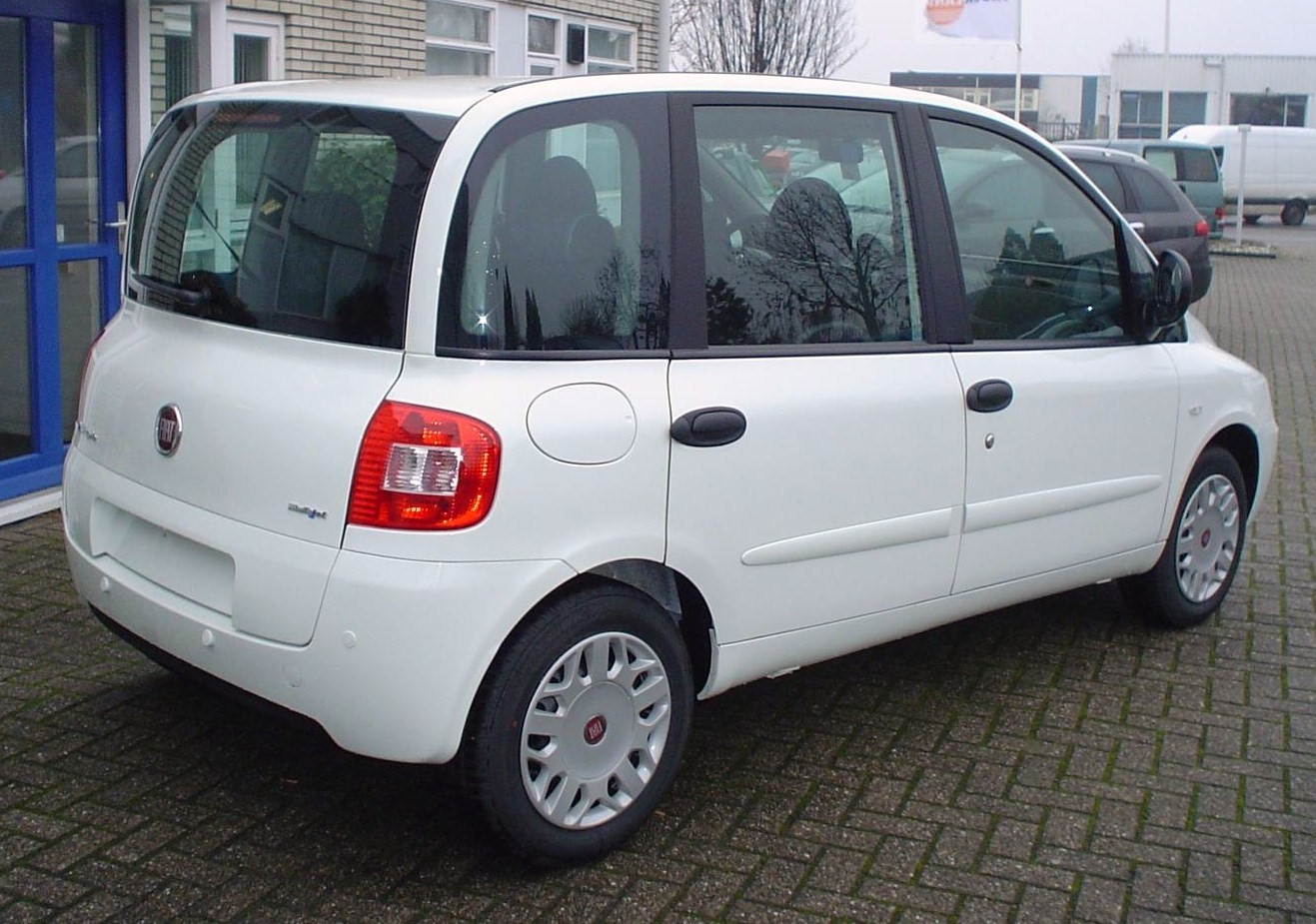
피아트 멀티플라 (후기형) 후측면
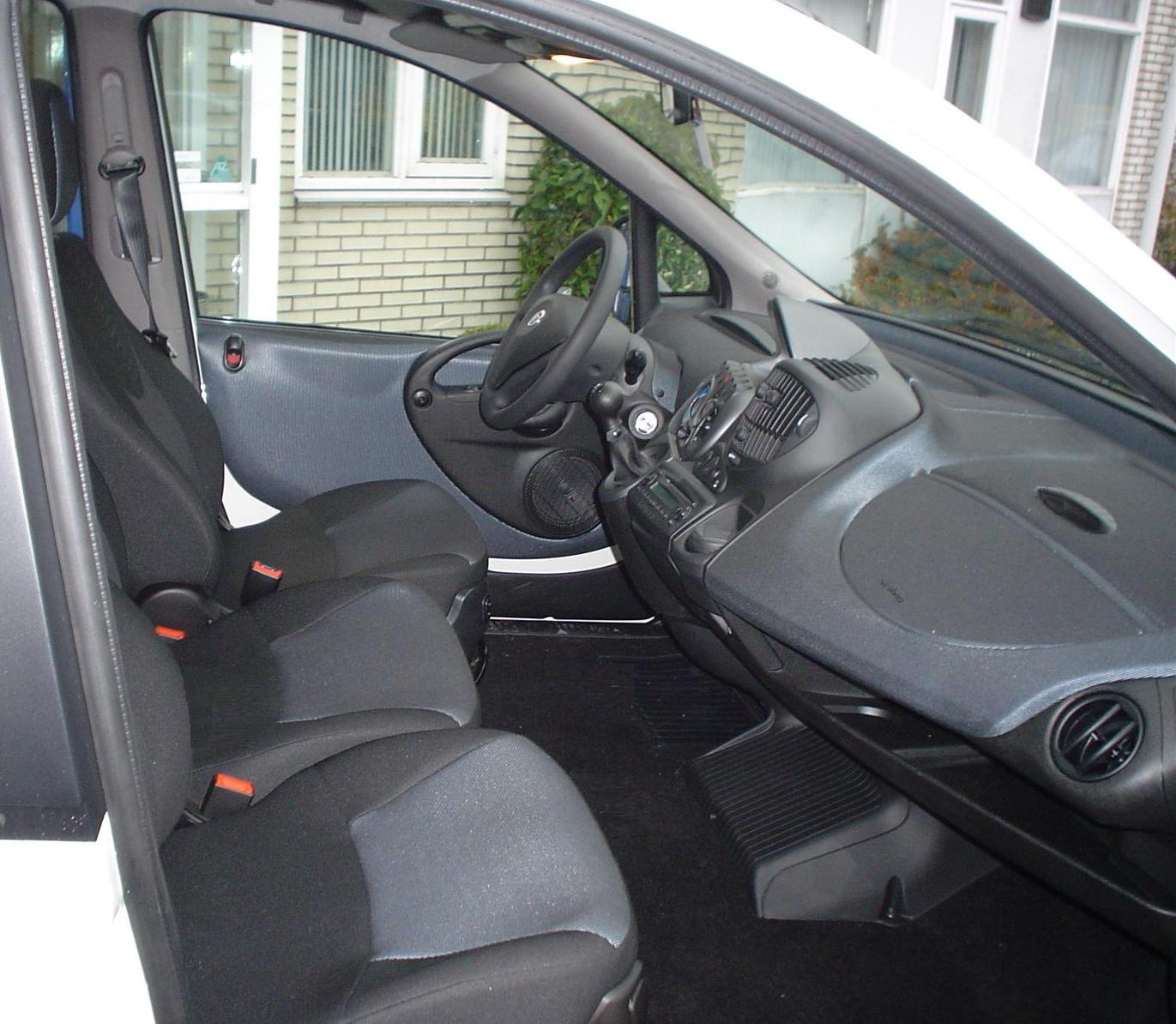
피아트 멀티플라 (후기형) 실내